# Kathryn Meisle
Kathryn Meisle (14 de outubro de 1899—17 de janeiro de 1970) foi uma contralto de ópera estadounidense.
Kathryn Meisle nasceu na Filadélfia. Em 1848 o seu avô, Mateus Müssle, originalmente a partir de Baden-Baden, Alemanha, estabeleceu-se na Filadélfia. Em 1856 depois da naturalização, ele mudou seu sobrenome para Meisle.
Como uma criança, o seu pai pediu-lhe para tomar aulas de piano e às vezes para tirar várias lições por semana. Quando ela tinha quinze, ela foi ouvida por um diretor de coro, que ofereceu-lhe uma posição. Depois ela começou estudo de vocal. Um dos seus professores de volcal foi Enrica Argila Dillon.
Em 1917 casou-se com Calvin M. Franklin (nascido em 1887), um agente e que se tornou a seu empresário.
Em 1918 ela fez a sua estreia profissional como solista com o Minneapolis Symphony Orchestra, conduzida por Emil Oberhoffer. Em 18 de novembro de 1923 ela fez a sua estreia na ópera como Erda em Siegfried por Richard Wagner, na Ópera Civic de Chicago.
Entre os programas de rádio em que Meisle apareceu foi a Rádio Hora de Atwater Kent, a que foi ouvida nas noites de domingo. As primeiras aparências de Meisle, apresentados até à data de 1927. Em 1935 Meisle cantou na primeira inauguração de Franklin Delano Roosevelt.
Em 1 de outubro de 1926, Meisle fez a sua estreia na Ópera de São Francisco como Amneris em Aida. Ela cantou com a empresa nos anos de 1926-1927, 1929, 1932-1933, 1935-36, desempenhando as funções de Açucena em Il trovatore, Brangäne em Tristan und Isolde, A Bruxa em Hansel und Gretel, Ortrud em Lohengrin, Erda em Das Rheingold e Siegfried, Fricka em Die Walküre e Waltraute em Götterdämmerung. Em 1927, ela cantou com a Los Angeles Grand Opera, aparecendo como Amneris bem como Giovanna em Rigoletto e Suzuki em Madama Butterfly.
Amneris foi novamente seu primeiro papel no dia 25 de junho de 1929, para a Ópera de Colónia.
Ela fez a sua estreia no Metropolitan Opera como Amneris em Aida em 28 de fevereiro de 1935. A sua carreira Met foi breve, com um total de onze apresentações de 1935-1938 nos papéis de Açucena, Fricka, Erda e Waltraute.

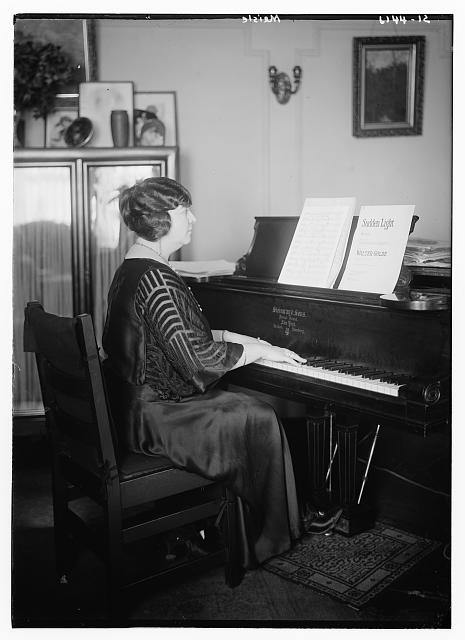
Kathryn Meisle

A partir dos seus primeiros anos como cantora profissional, através de 1940, Meisle deu inúmeros recitais por todo o país.
Em 1940 o seu marido Calvin Monroe Franklin foi envolvido num acidente de carro. Ele nunca recuperou e morreu na Filadélfia em 23 de julho de 1941. No momento da sua morte, ele foi secretário da Columbia Concertos Corporation e vice-presidente da Arthur Judson concertos e serviços.
Meisle apareceu em 1946, na gravação Decca de Jerome Kern Roberta.
Seu obituário no New York Times afirmava que ela havia ensinado voz "nos últimos anos". Meisle morreu em Nova Iorque em 17 de janeiro de 1970. Ela foi socorrida pelo seu irmão Layton Meisle (1904-1989).